# Requiem (Lloyd Webber)
Het Requiem van Andrew Lloyd Webber is een requiem, dat in 1985 in première ging. Het is opgedragen aan de vader van de componist, William Lloyd Webber, die in 1982 stierf.

## Geschiedenis en ontvangst

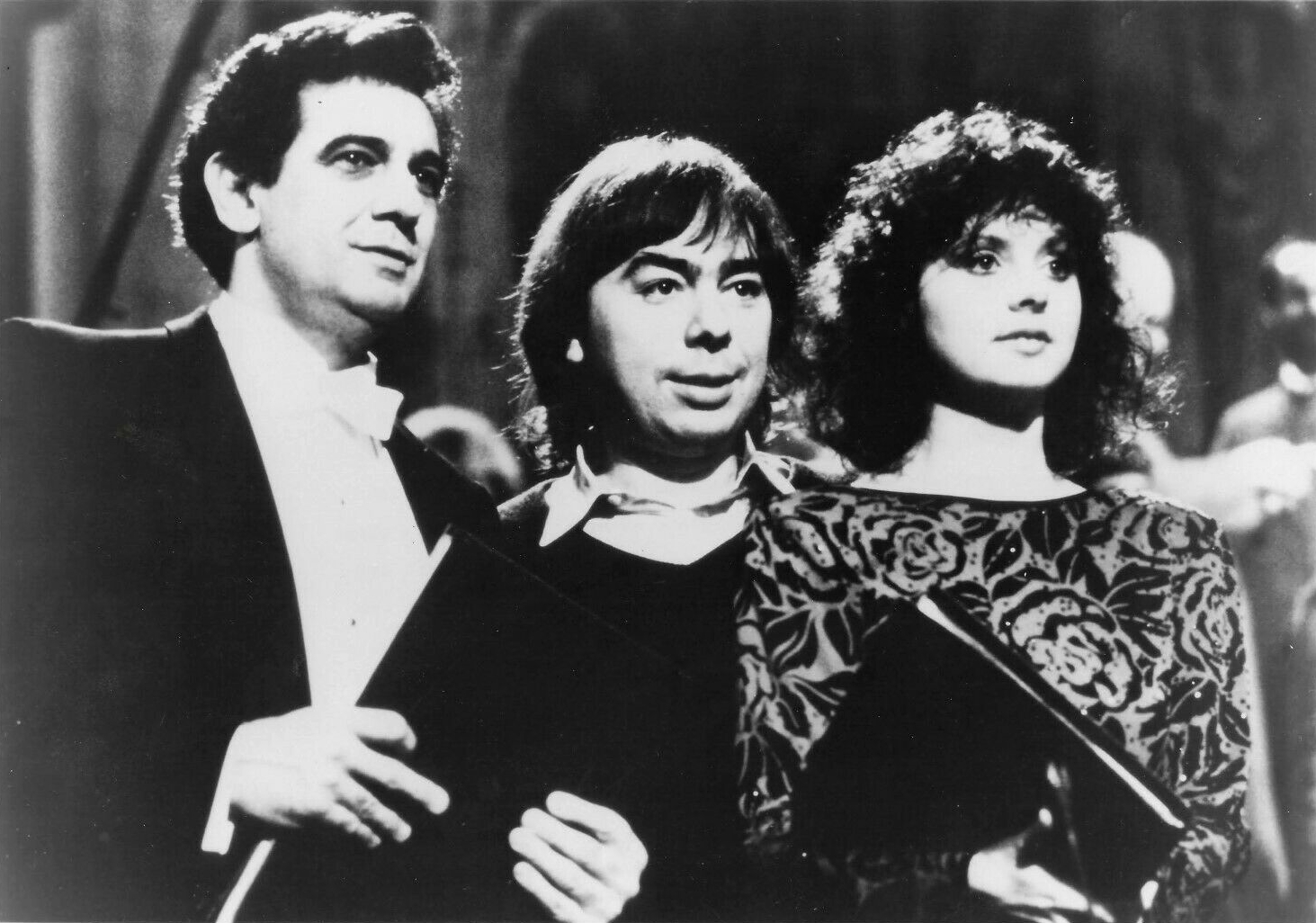
Plácido Domingo, Andrew Lloyd Webber en Sarah Brightman bij de wereldpremière van het Requiem.

Het schrijven van een traditioneel klassiek muziekstuk was een nieuwe onderneming voor Lloyd Webber, de componist van talloze musicals. In het Requiem vermengt Lloyd Webber zijn melodische en popgeoriënteerde stijl met meer complexe, verfijnde en soms zelfs sobere vormen.
Een eerste versie van het Requiem werd in 1984 opgevoerd tijdens het Sydmonton Festival, waarna Lloyd Webber nog een half jaar schaafde aan het werk. De première vond plaats op 24 februari 1985 in St. Thomas Church, New York.  De dirigent was Lorin Maazel, en de drie solisten waren Plácido Domingo, Sarah Brightman (destijds de vrouw van Lloyd Webber) en Paul Miles-Kingston.
Voor het Requiem kreeg Lloyd Webber in 1986 een Grammy Award voor beste modern klassieke compositie. Het populairste deel van het Requiem is het Pie Jesu, dat een hit werd en door talloze artiesten is opgenomen.
Lorin Maazel dirigeerde het Requiem opnieuw op het Castleton Festival op 20 juli 2013. De soloisten waren sopraan Joyce El-Khoury, tenor Tyler Nelson en Jongenssopraan Tommy Richman.

## Pie Jesu
Het bekendste deel van Lloyd Webbers Requiem, het " Pie Jesu ", combineert de laatste regels van het Dies Irae (Pie Jesu Domine, Dona eis requiem) met de tekst van het Agnus Dei dat verderop in de standaard Requiemmis voorkomt. Het werd tijdens de première uitgevoerd door Sarah Brightman in een duet met jongenssopraan Paul Miles-Kingston. Van hun duet is ook een muziekvideo gemaakt. Het optreden van Brightman en Miles-Kingston werd in 1985 een zilveren plaat in het Verenigd Koninkrijk. Brightman nam het nummer in 2001 opnieuw op voor haar Classics -album.
Pie Jesu is sindsdien vaak als zelfstandig nummer opgenomen. Bekende soloartiesten zijn Sarah Brightman, Jackie Evancho, Sissel Kyrkjebø, Marie Osmond, Anna Netrebko, Amira Willighagen en Michelle Bass. Charlotte Church zong het op haar debuutalbum, Voice of an Angel (1998). Angelis, een kinderkoor, zong het op hun gelijknamige debuutalbum Angelis (2006). Moe Koffman nam het Pie Jesu op op zijn album Music for the Night (1991) met Doug Riley.
Het Pie Jesu kwam in 2011 op nummer 91 in de Classic 100 Twentieth Century van het Australische ABC Classic FM-radiostation.
| Pie Jesu (4x) Qui tollis peccata mundi, Dona eis requiem. (2x)                             | Goede Jezus, Die de zonden van de wereld wegneemt, Geef hen rust.                 |
| Agnus Dei, (4x) Qui tollis peccata mundi, Dona eis requiem, (2x) Sempiternam (2x) Requiem. | Lam Gods, Dat de zonden van de wereld wegneemt, Geef hen rust, Eeuwigdurend Rust. |

## Bezetting en structuur
Het werk is geschreven voor koor, drie solisten ( tenor, sopraan, treble) en een groot orkest met orgel, drumstel en synthesizer.

### Instrumentatie
- Stemmen: tenor, sopraan en treble solistenen SATB-koor (uitgevoerd met jongenssopranen en alten bij de première)
- Hout: 2 fluiten (1e ook altfluit, 2e ook piccolo en altfluit), 2 hobo's (1e ook Oboe d'amore, 2e ook Althobo), 2 klarinetten (1e ook es-klarinet, 2e ook basklarinet), 2 saxofoons (1e sopraan- en tenorsaxofoon en altfluit, 2e alt- en baritonsaxofoon en klarinet), 2 fagotten en contrafagot
- Koper: 4 hoorns, 3 trompetten en 4 trombones
- Percussie: pauken en 4 percussionisten die kleine trom, bassdrum, bekkens, triangel, kleine, middelgrote, grote en diepe hangende bekkens, tamboerijn, diepe militaire kleine trom, kleine ratel, klokkenspel, xylofoon, gong, grote gong, kleine bel, klokken, klokkenspel, bell tree, woodblock, conga's, maracas, marimba, hoge rototom, drumstel
- Toetsenborden: piano (ook celesta), synthesizer en orgel
- Snaren: harp, altviolen, cello's en contrabassen

### Structuur
Zoals gebruikelijk heeft Lloyd Webber de teksten van het Graduale en Tractus niet opgenomen. Hij voegt het eerste deel van het Sanctus bij het offertorium en zet het Hosanna en Benedictus gedeelte apart. Hij zet het Agnus Dei niet apart, maar gecombineerd met de tekst van het Pie Jesu, een motet afgeleid van het laatste couplet van het gebruikelijke Dies irae. Hij voegt een tekst toe van de begrafenisdienst, het Libera me.
- Introïtus – Kyrie
- Volgorde:
  - Dies irae
  - Recodare
  - Ingemisco
- Offertorium – Sanctus : Sanctus
- Sanctus: Hosanna – Benedictus
- Pie Jesu
- Communio – Libera me